# Eutonia phorophragma
Eutonia phorophragma är en tvåvingeart som först beskrevs av Alexander 1944.  Eutonia phorophragma ingår i släktet Eutonia och familjen småharkrankar. Inga underarter finns listade i Catalogue of Life.